# 타카야마 카즈미
타카야마 카즈미(高山 一実, 1994년 2월 8일 ~ )는 일본의 가수, 배우, 사회자, 작가로, 일본의 걸 그룹 전 노기자카46의 멤버이다.